# Seznam langobardských králů

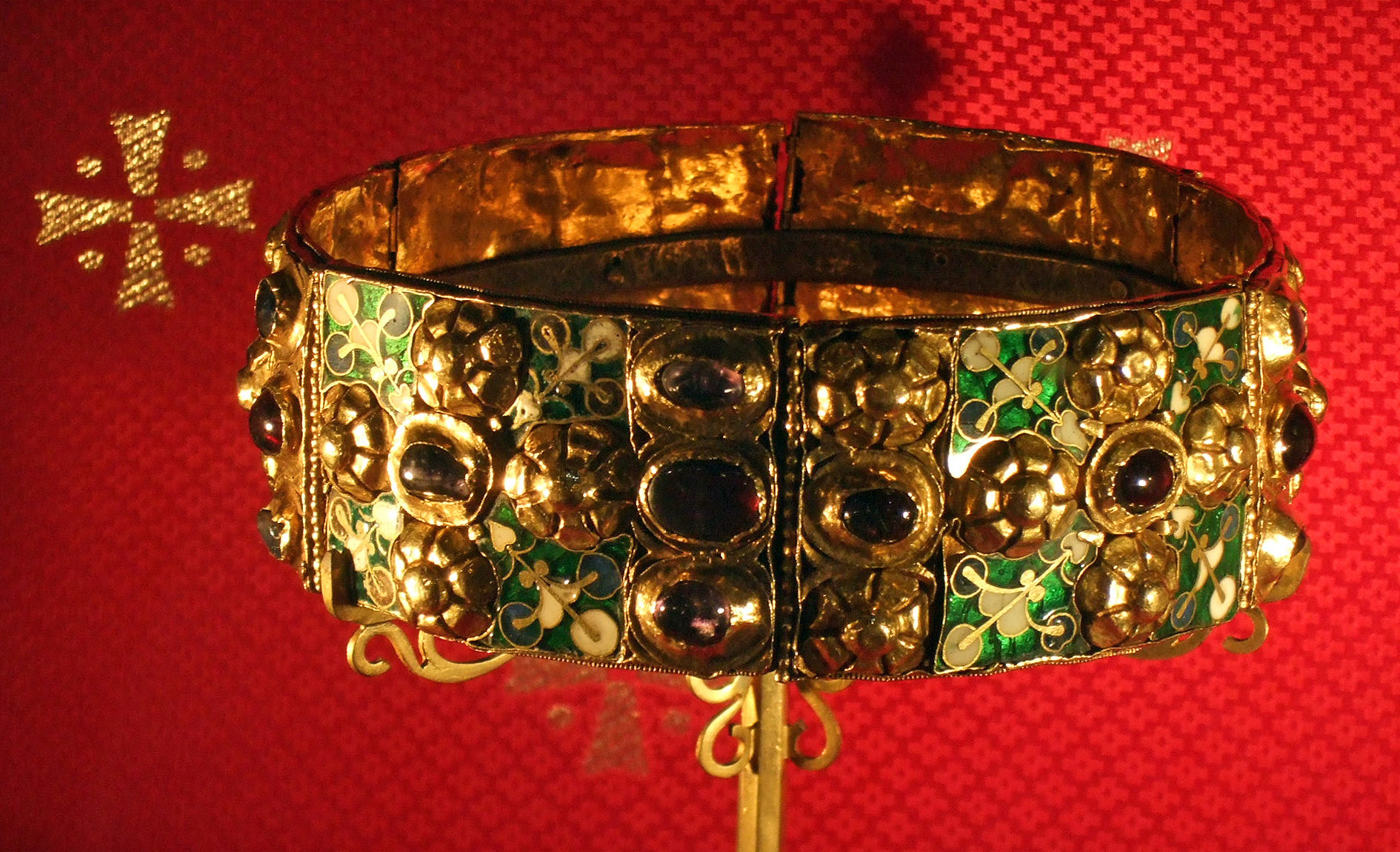
Železná koruna Langobardů vystavená v katedrále v Monze.

Králové Langobardů později Králové Lombardie latinsky reges Langobardorum byli panovníci národa Langobardů od počátku 6. století až do zániku langobardské identity na přelomu 9. a 10. století. Po roce 568 se lombardští králové někdy nazývali také králové Itálie. Po roce 774 došlo k asimilaci s Franky. Od 12. století se votivní koruna a relikviář známý jako Železná koruna Langobardů (Corona Ferrea) zpětně stala symbolem jejich vlády, i když ji lombardští králové nikdy nepoužívali.
Primárními zdroji k seznamu králů Langobardů před franským dobytím Itálie je Origo Gentis Langobardorum neznámého autora ze 7. století a Historia Langobardorum Paula Diakona, historika na dvoře Karla Velikého. První králové vládnoucí před dynastií Lethingů, uvedení v Origo Gentis Langobardorum jsou patrně legendární panovníky, údajně vládli v době stěhování národů. Prvním vládcem doloženým nezávisle na langobardské tradici je král Tato.

## První vládci

### Legendární vládci
- Shava
- Ibor a Agio – bratři, kteří spolu se svou matkou Gambarou Langobardy odvedli ze Skandinávie
- Agelmund – syn Agia
- Lamicho

### Lethingové
Letingové byli ranou dynastií vládnoucí Langobardům. Posledním vládnoucím potomkem Letha byl Walthari, jehož syn se již neprosadil a byl nahrazen Audoinem z rodu Gausů.
- Lethu (kolem roku 400) – vládl 40 let
- Hildeoch (v polovině 5. století)
- Gudeoch (80. léta 5. století) – za jeho vlády se Langobardi usadili na území dnešního Rakouska
- Claffo (kolem roku 500)
- Tato (počátek 6. století, zemřel 510) – jeho syn Ildichus zemřel v exilu
- Wacho (510–539) – syn Unichuse
- Walthari (539–546) – syn Wacha

### Gausové
- Audoin (546–565) – vládl langobardům na území Panonie

## Králové Itálie
- Alboin (565–572)
- Cleph (572–574)

Vláda vévodů – (desetileté interregnum)
- Authari (584–590) – syn Clepha
- Agilulf (591 – c. 616) – bratranec Authariho
- Adaloald (asi 616 – asi 626)
- Arioald (asi 626–636)
- Rothari (636–652)
- Rodoald (652–653)

### Bavorská dynastie
- Aripert I. (653–661)
- Perctarit a Godepert (661–662)
- Grimoald (662–671)
- Garibald (671)
- Perctarit (671–688)
- Alahis (688–689)
- Cunipert (688–700)
- Liutpert (700–701)
- Raginpert (701)
- Aripert II. (701–712)

### Nedynastičtí panovníci
- Ansprand (712)
- Liutprand (712–744)
- Hildeprand (744)
- Ratchis (744–749)
- Aistulf (749–756)
- Desiderius (756–774)

### Karlovci
V roce 774 Lombardii dobyl Karel Veliký. Do Lombardie vstoupil na pozvání papeže Hadriána I.
- Karel Veliký (774–781) – ve spojení s Franskou říší, předal království Itálie svému třetímu synovi Pipinovi
- Pipin Italský (781–810) – vládl pod autoritou svého otce Karla Velikého
- Bernard Italský (810–818)
- Lothar I. Franský (818–839)
- Ludvík II. Italský (839–875)

Titul rex Langobardorum, synonymum pro rex Italiae přetrval až do období vrcholného středověku, další panovníci jsou označováni již jako králové Itálie.